# Reinhardsrieth
Reinhardsrieth ist ein Ortsteil des bayerischen Marktes Waidhaus im Landkreis Neustadt an der Waldnaab Regierungsbezirk Oberpfalz.

## Geographische Lage
Reinhardsrieth liegt etwa fünf Kilometer nordwestlich von Waidhaus und zwei Kilometer westlich der tschechischen Grenze am Raunetbach. Der Raunetbach entspringt etwa einen Kilometer nördlich von Reinhardsrieth und mündet bei Hörlmühle in die Pfreimd. Reinhardsrieth wurde früher nach dem Raunetbach auch Raunetsried genannt.

## Geschichte
Die Endung -rieth des Ortsnamens Reinhardsrieth deutet auf eine frühe Entstehung des Ortes schon vor dem 13. Jahrhundert hin.
Die Orte mit den auf -reuth, -rieth, -ried, -richt (frühere Schreibweisen: -riut, -rivt, -rewt, abgeleitet von "roden", "Rodung") endenden Ortsnamen entstanden im Zusammenhang mit der ersten Besiedelung des Gebietes durch Rodung des dichten Waldes.
Orte mit solchen Namen kommen sehr häufig im Bereich der Flüsse Pfreimd und Luhe und der angrenzenden Bäche vor.
Diese waren Ausgangspunkt für die Besiedelung der Region.
Im Jahr 1357 ging Reinhardsrieth aus dem Besitz von Ruger, dem Pleysteiner und seinen Söhnen Fränzel und Wolfhard an die Landgrafen Ulrich II. und Johann I von Leuchtenberg über.
In Pleystein saß seit 1366 ein den Landgrafen von Leuchtenberg verpflichteter Amtmann, der das Hochgericht ausübte.
Reinhardsrieth gehörte zum Gerichtsbezirk Pleystein.
In einem Zinsregister des Jahres 1454 wird Reinhardsrieth als öd und verlassen erwähnt.
Das Amt Pleystein wurde für das 18. Jahrhundert beschrieben in einer Konskription des Pflegamtes von 1770, einer Amtsbeschreibung von 1780, in den Generalakten von 1792, in der topographischen Beschreibung des Herzogtums Sulzbach von 1799/1800, im Häuser- und Rustikalsteuerkataster und im Urkataster von 1840.
In diesen Dokumenten wurde Reinhardsrieth als eigenständige Gemeinde im Landkreis Vohenstrauß aufgezeichnet.
Zur Gemeinde Reinhardsrieth gehörte noch das Dorf Hagendorf, das Dorf Leßlohe, der Weiler Hagenhaus und die Einöde Berghaus.
Im Dorf Reinhardsrieth gab es 15 Anwesen, darunter eine Mühle und ein Wirtshaus. Zusätzlich existierte ein der Gemeinde gehörendes Hirtenhaus.
Die Gemeinde Reinhardsrieth gehörte zur Pfarrei Miesbrunn.
Seit 1799 führten die Richter in Pleystein den Titel eines Landesrichters.
1805 gehörte Reinhardsrieth zum 3. Viertel des Pflegamtes Pleystein.
Der zuständige Viertelmeister saß in Hagendorf.
1808 wurden Steuerdistrikte gebildet. Reinhardsrieth gehörte zum Steuerdistrikt Hagendorf der außer Hagendorf selber noch die Dörfer Hinterbrünst, Leßlohe, Reinhardsrieth und die Einöden Berghaus, Hagenhaus, Lösselmühle, Zitzmannhaus und Waldheim enthielt. Der Steuerdistrikt Hagendorf gehörte nun zum Landgericht Vohenstrauß.
Aus den Steuerdistrikten entstanden Märkte, Ruralgemeinden und Dorfgemeinden. 1821 war Reinhardsrieth Dorfgemeinde mit 31 Familien. Zur Dorfgemeinde Reinhardsrieth gehörte außerdem noch das Dorf Leßlohe mit 23 Familien, der Weiler Bernlohe mit 8 Familien und die Einöde Hagenhaus mit 2 Familien.
Die Gemeinde Reinhardsrieth verblieb in dieser Form bis 1830.
1830 wurde die Gemeinde Hagendorf mit Berghaus nach Reinhardsrieth eingemeindet.
Im Jahr 1913 hatte Reinhardsrieth eine eigene Schule.

## Einwohnerentwicklung in Reinhardsrieth ab 1840
| Jahr | Einwohner |
| ---- | --------- |
| 1840 | 408       |
| 1852 | 383       |
| 1861 | 374       |
| 1871 | 375       |
| 1880 | 379       |
| 1890 | 391       |
| 1900 | 409       |
| 1910 | 441       |

| Jahr | Einwohner |
| ---- | --------- |
| 1919 | 444       |
| 1939 | 425       |
| 1950 | 570       |
| 1956 | 487       |
| 1961 | 475       |
| 1965 | 436       |
| 1968 | 394       |
| 2011 | 58        |

Die Einwohnerzahlen 1840 bis 1968 beziehen sich auf die oben genannte Gemeinde Reinhardsrieth. Die Zahl von 2011 und die Zahlen unter dem Punkt Religion beziehen sich nur auf den Ortsteil Reinhardsrieth.

## Religion
Reinhardsrieth gehört zur Pfarrei St. Wenzeslaus Miesbrunn und zum Dekanat Leuchtenberg.
Es hat eine eigene Kirche St. Wenzeslaus, die 1912 erbaut wurde.
1913 hatte Reinhardsrieth 19 Häuser und 95 Katholiken. Die Einwohner der Pfarrei Miesbrunn waren zu dieser Zeit zu 99,44 % katholisch.
1990 wohnten in Reinhardsrieth 98 Katholiken. Die Einwohner der Pfarrei Miesbrunn waren zu dieser Zeit zu 98,69 % katholisch.
Im Jahr 2011 waren von den Einwohnern der Gemeinde Waidhaus 86,6 % katholisch und 3,8 % evangelisch.

## Tourismus
In Reinhardsrieth gibt es mehrere Übernachtungs- und Einkehrmöglichkeiten.
Außerdem gibt es eine Alpakazucht, die neben Besichtigungen auch Wanderungen für Familien mit Kindern mit jungen Alpakas an der Leine anbietet.
Im nahe gelegenen Berghaus werden auch Wanderritte in die Umgebung organisiert.